# Дерябин, Олег Александрович
Дерябин Олег Александрович (19 августа 1969 года, гор. Южноуральск, Челябинская область) — российский спортсмен, мастер спорта России международного класса  (1993). Тренер, педагог, спортивный менеджер, основатель и президент Всероссийской федерации спортивного миксфайта.
Неоднократный победитель Всесоюзных турниров по боксу, двукратный Чемпион Азии, WAKO (Россия, 1992, 1993), призёр Кубка Европы по кикбоксингу, WAKO (Италия,1994), финалист чемпионата Европы по кикбоксингу, IAKSA (Австрия, 1996), чемпион мира по кикбоксингу среди любителей, IAKSA (Великобритания, 1997), чемпион Мира по кикбоксингу среди профессионалов, WKA (Россия, 1999).
Занесён в энциклопедию «Челябинск»как выдающаяся личность города.

## Спортивная карьера
В возрасте 10 лет пришёл в секцию бокса в родном Южноуральске, первые тренеры С. В. Волостных, и Л. В. Крылов (МС). С 1987 обучается в Челябинске и одновременно тренируется в спортивной роте спортивного клуба армии СКА-17 Волжско-Уральского военного округа при Дворце спорта «Юность» под руководством Е. Е. Вайнштейна (ЗТР) и В. В. Рощенко. В 1989 году призван в армию, после  (танковые войска), продолжил службу в спортивной роте. С 1990 года увлёкся кикбоксингом, тренер Ю. Н. Романов (ЗТР), президент федерации кикбоксинга РСФСР (Челябинск), впоследствии основатель и первый президент федерации кикбоксинга России (ФКР). Активная соревновательная деятельность начинается в 1993 году, после окончания университета и параллельно ведёт тренерско-преподавательскую работу в созданном им клубе «Тайм». Завершил карьеру спортсмена в 1999 году.

## Профессиональный опыт
1993 — Челябинский государственный агроинженерный университет (ЧГАУ)
1993—2009 — старший преподаватель кафедры физ. воспитания ЧГАУ, в котором создаёт общественную организацию спортклуб «Тайм», выполняя функции старшего тренера и президента. За время своей работы клуб занял твёрдую лидирующую позицию в России. Среди воспитанников 9 чемпионов мира, 5 чемпионов Европы
1998—2005 — Вице-президент Российской Федерации кикбоксинга по версии IAKSA. Главный тренер Сборной России по кикбоксингу (IAKSA).
В 2000 г (Дублин, Ирландия) сборная команда России стала лидером Чемпионата мира, закрепив за собой это звание на долгие годы вперёд. В этот же период занимается в Челябинске организацией и проведением чемпионатов России по кикбоксингу (1998; 2002)
1999—2009 — Президент национальной лиги кикбоксинга (НЛК). Организует и проводит в крупных российских городах: Красноярск, Абакан, Мурманск, Солнечногорск, Калининград, Ростов-на-Дону, Кустанай, Москва, Омск, Южноуральск, Челябинск, профессиональные матчи за титулы чемпионов России, СНГ, Азии, Европы, Мира.
2000—2007 — Помощник зам. председателя Законодательного собрания Челябинской области Б. А. Мизрахи
2001—2009 — Председатель Общественной организации — Федерация кикбоксинга (IAKSA) Челябинской области. Организует и проводит региональные соревнования среди детей, юношей и молодёжи. Сборная команда Челябинской области ежегодно занимала лидирующие позиции на чемпионатах страны
2002—2008 — Вице-президент Мировой Федерации кикбоксинга (IKAS). Структурирует работу профессионального кикбоксинга на территории РФ.
2009—2011 — Старший преподаватель кафедры физического воспитания МГУТУ, преподаватель дополнительного образования («Школа единоборств») ГБОУ г. Москвы ЦО № 1440 2007, Вице-президент и председатель комиссии единоборств Комитета национальных и неолимпийских видов спорта России (КННВС России)
2011 — спортивный менеджер, организатор нескольких международных турниров, всероссийских Кубков и Чемпионатов.
2016 — создаёт общероссийскую физкультурно-спортивную общественную организацию «Всероссийская федерация спортивного миксфайта»
2017 — официальный представитель, вице-президент Всемирной федерацией по смешанным единоборствам (WMMAF) на территории России. Президент Международной ассоциации спортивного миксфайта ISMA (штаб-квартира во Франции). Национальная сборная команда России по смешанным единоборствам становится лидером на всех чемпионатах WMMAF и выигрывает мировые Кубки.

## Семья
Постоянно проживает в  Москве, женат, дочь Ирина Потехина (Дерябина)